# Sun Laiyan
Sun Laiyan  (chinesisch 孫來燕 / 孙来燕, Pinyin Sūn Láiyàn; * Oktober 1957 in Peking) ist ein Politiker der Kommunistischen Partei Chinas (KPCh) in der Volksrepublik China, der unter anderem zwischen 2004 und 2010 Direktor der Nationalen Raumfahrtbehörde CNSA sowie von 2004 bis 2010 zugleich stellvertretender Direktor der Kommission für Wissenschaft, Technik und Industrie für Landesverteidigung COSTIND beziehungsweise der daraus 2008 entstandenen Nationalen Behörde für Wissenschaft, Technik und Industrie in der Landesverteidigung SASTIND war. Er war zudem zwischen 2010 und 2018 Direktor der Aufsichtsbehörde für wichtige staatseigene Großindustrien.

## Leben
Sun Laiyan, der zum Han-Volk gehört, begann 1978 ein Studium an der Jiaotong-Universität Xi’an, welches er 1982 mit dem Vordiplom in Kryotechnik beendete.
Nach dem Studium trat er noch 1982 in die Chinesische Akademie für Weltraumtechnologie ein, die Führungsgesellschaft der China Aerospace Science and Technology Corporation für das Geschäftsfeld Raumflugkörper, wo er dem Forschungsinstitut 511 zugeteilt wurde, damals auch bekannt als „Pekinger Forschungsinstitut zur Simulation von Weltraumbedingungen“ (北京卫星环境工程研究所).
Dort befasste er sich mit Satellitentests unter den im Erdschatten auftretenden Temperaturen von bis zu −100 °C und stieg bis 1987 zum stellvertretenden Laborleiter auf. 1987 begab sich Sun Laiyan für ein Aufbaustudium an die Universität Pierre und Marie Curie in Paris, das er 1993 mit der Promotion abschloss. Anschließend kehrte er zum Institut 511 zurück und war dort zunächst als stellvertretender Institutsleiter, dann bis 1999 als Leiter des Instituts und Professor tätig (die  Chinesische Akademie für Weltraumtechnologie ist neben ihrer Funktion als Raumfahrtunternehmen auch eine reguläre Hochschule und besitzt die Berechtigung zur Verleihung von Ingenieurdiplomen und Doktortiteln).
1999 wurde Sun Laiyan zum stellvertretenden Direktor der Nationalen Raumfahrtbehörde Chinas (CNSA) ernannt. Am 23. April 2004, drei Monate nach dem Start des Mondprogramms der Volksrepublik China am 24. Januar 2004, stieg er dann als Nachfolger von Luan Enjie zum Direktor der CNSA auf. Er verblieb auf diesem Posten bis zum 2. Mai 2010 und wurde daraufhin von Chen Qiufa abgelöst. 
Zugleich fungierte Sun Laiyan zwischen 2004 und 2008 zunächst als stellvertretender Direktor der Kommission für Wissenschaft, Technik und Industrie für Landesverteidigung COSTIND (Commission for Science, Technology and Industry for National Defense/ Guófáng kēxué jìshù gōngyè wěiyuánhuì) beziehungsweise bis 2010 als stellvertretender Direktor der daraus 2008 entstandenen Nationalen Behörde für Wissenschaft, Technik und Industrie in der Landesverteidigung SASTIND (State Administration for Science, Technology and Industry for National Defense/ Guójiā guófáng kējì gōngyè jú). Zugleich war er zwischen 2008 und 2010 auch Mitglied der Parteizelle der KPCh in der SASTIND.
Am 27. April 2010 wurde Sun Laiyan zu einem der für jeweils einen speziellen Industriezweig zuständigen Direktoren der Aufsichtsbehörde für wichtige staatseigene Großindustrien (国有重点大型企业监事会) ernannt, einer Dienststelle der Kommission zur Kontrolle und Verwaltung von Staatsvermögen, und bekleidete dieses Amt bis zu deren Auflösung am 13. September 2018. Zuletzt war er zwischen 2018 und 2023 als einer von 63 Vertretern des Gesamtchinesischen Gewerkschaftsbunds Mitglied der Politischen Konsultativkonferenz des Chinesischen Volkes.